# Massy (Seine-Maritime)
Pour les articles homonymes, voir Massy.
Massy est une commune française située dans le département de la Seine-Maritime en région Normandie.

## Géographie

### Localisation
La commune s'étend sur 11 km2 et se trouve à une altitude moyenne de 140 mètres. Les communes proches sont Esclavelles, Fontaine-en-Bray, Bradiancourt, Sainte-Geneviève et Bully.
Massy bénéficie d'un lac.
Le parc naturel régional des Boucles de la Seine normande est à proximité.
Le territoire de la commune est limitrophe de ceux de cinq communes :
| Esclavelles |              | Neuville-Ferrières |
|             | Massy        |                    |
| Bosc-Mesnil | Bradiancourt | Fontaine-en-Bray   |

### Hydrographie
La commune est située dans le bassin Seine-Normandie. Elle est drainée par le Philbert, le fossé 02 de la commune de Massy, le Radegeule et le ruisseau de Massy,,.

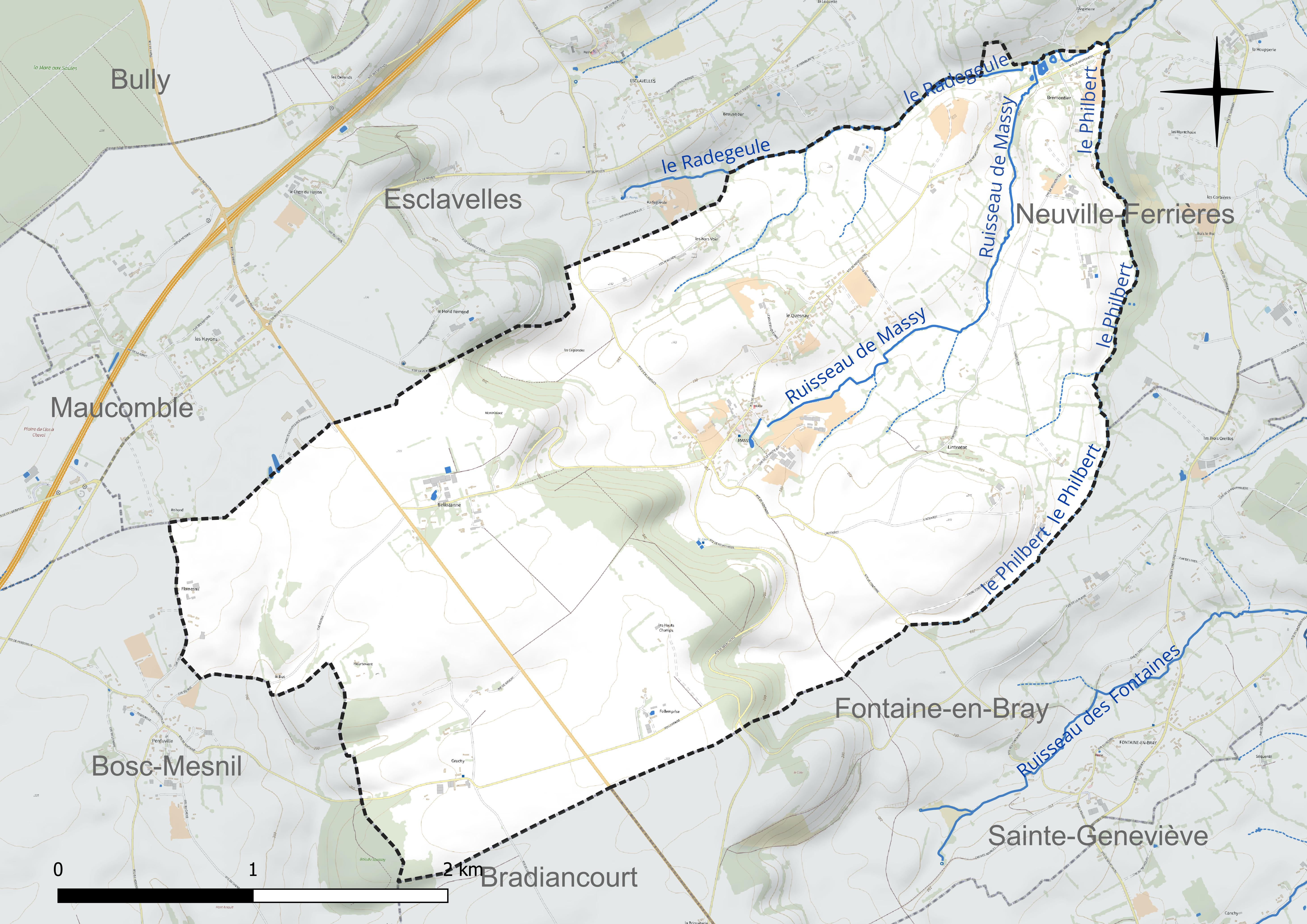
Réseau hydrographique de Massy.

### Climat
Pour des articles plus généraux, voir Climat de la Normandie et Climat de la Seine-Maritime.
En 2010, le climat de la commune est de type climat océanique altéré, selon une étude du CNRS s'appuyant sur une série de données couvrant la période 1971-2000. En 2020, Météo-France publie une typologie des climats de la France métropolitaine dans laquelle la commune est exposée à un climat océanique et est dans la région climatique Côtes de la Manche orientale, caractérisée par un faible ensoleillement (1 550 h/an) ; forte humidité de l’air (plus de 20 h/jour avec humidité relative > 80 % en hiver), vents forts fréquents. Parallèlement le GIEC normand, un groupe régional d’experts sur le climat, différencie quant à lui, dans une étude de 2020, trois grands types de climats pour la région Normandie, nuancés à une échelle plus fine par les facteurs géographiques locaux. La commune est, selon ce zonage, exposée à un « climat contrasté des collines », correspondant au Pays de Bray, bien arrosé et frais.
Pour la période 1971-2000, la température annuelle moyenne est de 9,8 °C, avec une amplitude thermique annuelle de 13,6 °C. Le cumul annuel moyen de précipitations est de 882 mm, avec 13,8 jours de précipitations en janvier et 8,6 jours en juillet. Pour la période 1991-2020, la température moyenne annuelle observée sur la station météorologique la plus proche, située sur la commune de Bouelles à 7 km à vol d'oiseau, est de 10,7 °C et le cumul annuel moyen de précipitations est de 838,4 mm,. Pour l'avenir, les paramètres climatiques de la commune estimés pour 2050 selon différents scénarios d’émission de gaz à effet de serre sont consultables sur un site dédié publié par Météo-France en novembre 2022.

## Urbanisme

### Typologie
Au 1er janvier 2024, Massy est catégorisée commune rurale à habitat dispersé, selon la nouvelle grille communale de densité à sept niveaux définie par l'Insee en 2022.
Elle est située hors unité urbaine. Par ailleurs la commune fait partie de l'aire d'attraction de Rouen, dont elle est une commune de la couronne,. Cette aire, qui regroupe 317 communes, est catégorisée dans les aires de 200 000 à moins de 700 000 habitants,.

### Occupation des sols
L'occupation des sols de la commune, telle qu'elle ressort de la base de données européenne d’occupation biophysique des sols Corine Land Cover (CLC), est marquée par l'importance des territoires agricoles (94,9 % en 2018), une proportion sensiblement équivalente à celle de 1990 (95 %). La répartition détaillée en 2018 est la suivante : 
prairies (53,8 %), terres arables (41,2 %), forêts (5,1 %). L'évolution de l’occupation des sols de la commune et de ses infrastructures peut être observée sur les différentes représentations cartographiques du territoire : la carte de Cassini (XVIIIe siècle), la carte d'état-major (1820-1866) et les cartes ou photos aériennes de l'IGN pour la période actuelle (1950 à aujourd'hui).

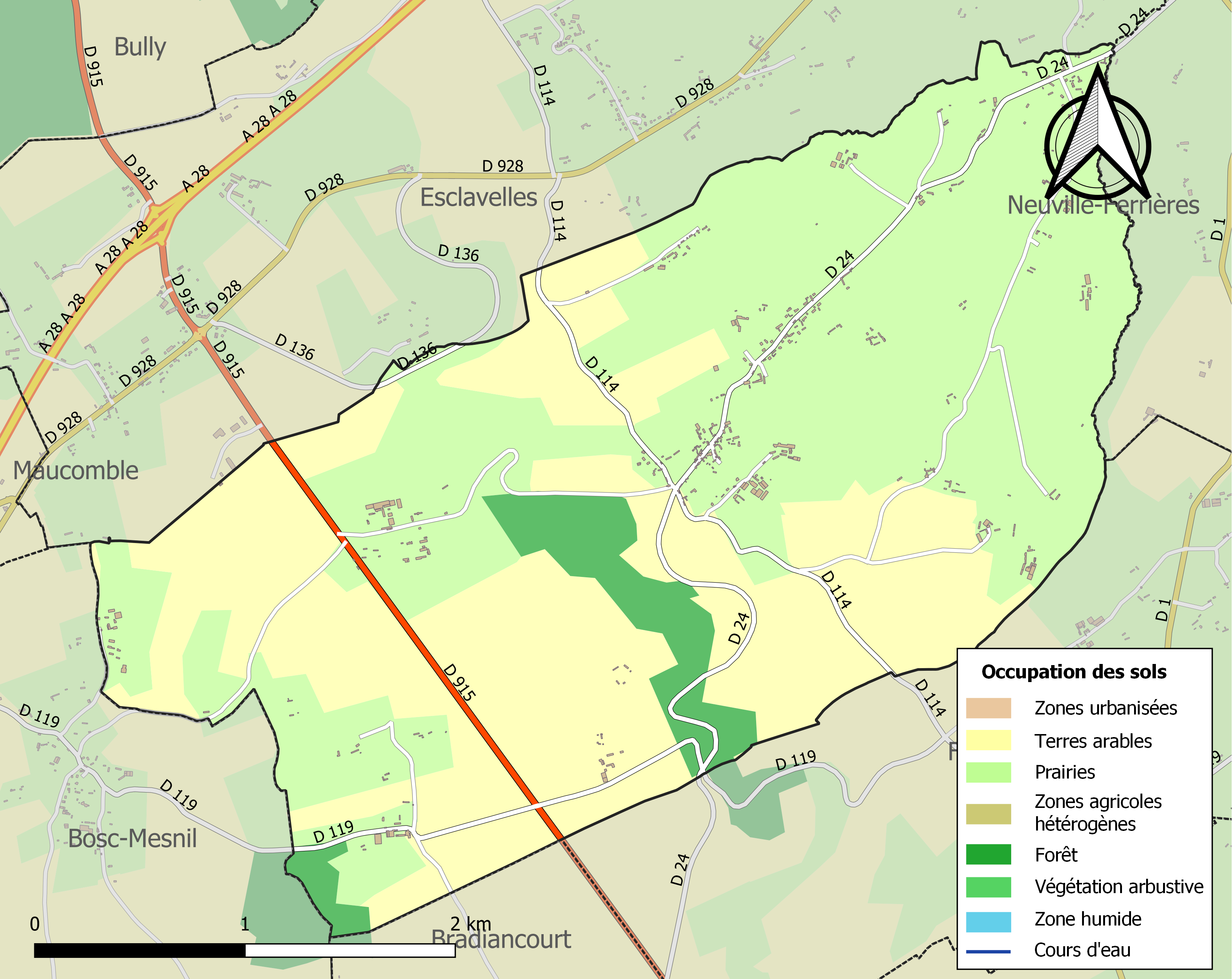
Carte des infrastructures et de l'occupation des sols de la commune en 2018 (CLC).

## Toponymie
Le nom de la localité est attesté sous les formes Maci et Masci au XIIe siècle.

## Histoire
Massy a absorbé Brémontier en 1824. Une célèbre fabrique de carrelage a existé à Massy Brémontier ; elle aurait disparu au début du XIIIe siècle[réf. nécessaire].

## Politique et administration
| Période                                  | Période                   | Identité      | Étiquette | Qualité                        |
| ---------------------------------------- | ------------------------- | ------------- | --------- | ------------------------------ |
| Les données manquantes sont à compléter. |                           |               |           |                                |
| mars 2001                                | En cours (au 8 août 2020) | Didier Duclos |           | Réélu pour le mandat 2020-2026 |

## Population et société

### Démographie
L'évolution du nombre d'habitants est connue à travers les recensements de la population effectués dans la commune depuis 1793. Pour les communes de moins de 10 000 habitants, une enquête de recensement portant sur toute la population est réalisée tous les cinq ans, les populations de référence des années intermédiaires étant quant à elles estimées par interpolation ou extrapolation. Pour la commune, le premier recensement exhaustif entrant dans le cadre du nouveau dispositif a été réalisé en 2008.

En 2022, la commune comptait 318 habitants, en évolution de −9,14 % par rapport à 2016 (Seine-Maritime : +0,35 %, France hors Mayotte : +2,11 %).
| 1793 | 1800 | 1806 | 1821 | 1831 | 1836 | 1841 | 1846 | 1851 |
| ---- | ---- | ---- | ---- | ---- | ---- | ---- | ---- | ---- |
| 480  | 396  | 406  | 409  | 486  | 506  | 503  | 501  | 463  |

| 1856 | 1861 | 1866 | 1872 | 1876 | 1881 | 1886 | 1891 | 1896 |
| ---- | ---- | ---- | ---- | ---- | ---- | ---- | ---- | ---- |
| 434  | 444  | 446  | 420  | 450  | 439  | 457  | 434  | 439  |

| 1901 | 1906 | 1911 | 1921 | 1926 | 1931 | 1936 | 1946 | 1954 |
| ---- | ---- | ---- | ---- | ---- | ---- | ---- | ---- | ---- |
| 405  | 406  | 368  | 376  | 352  | 362  | 374  | 382  | 395  |

| 1962 | 1968 | 1975 | 1982 | 1990 | 1999 | 2006 | 2008 | 2013 |
| ---- | ---- | ---- | ---- | ---- | ---- | ---- | ---- | ---- |
| 320  | 288  | 267  | 274  | 261  | 275  | 289  | 293  | 346  |

| 2018 | 2022 | - | - | - | - | - | - | - |
| ---- | ---- | - | - | - | - | - | - | - |
| 336  | 318  | - | - | - | - | - | - | - |

## Économie
Les entreprises locales sont dans les secteurs de la culture et la production animale ainsi que les activités immobilières.
Massy est située sur le territoire des AOC suivantes :
- fromage : le neufchâtel ;
- eaux-de-vie et autres boissons alcoolisées : le calvados et le pommeau de Normandie.

## Culture locale et patrimoine

### Lieux et monuments
- L'église Saint-Pierre.
- Un ancien lavoir.
- La commune abrite un labyrinthe végétal, Artmazia, long de 3 200 m et constitué de 3 800 hêtres[23]. Il comprend notamment des jardins, un verger et des sculptures contemporaines de Geoff Troll et d'autres artistes ou artisans européens. Il offre également un beau point de vue sur la boutonnière du pays de Bray[24].

### Héraldique
| Armes de Massy | Les armes de la commune de Massy se blasonnent ainsi : Écartelé en sautoir : aux 1er et 4e de gueules au maillet d'argent, aux 2e et 3e d'or à la merlette de sable. Blason créé par le Conseil français d’héraldique. |

## Pour approfondir